# Калокагатија
Калокагатија је веома богата источњачка култура која је врло рано пренета на просторе Грчке, што је условило висок развој културе, трговине и политике. У периоду од 6. до 4. века пре нове ере и васпитање у Грчкој је носило одређене специфичности друштвено-економских и културних прилика.

## Настанак
Васпитни идеал античке Грчке (Атине) јесте хармонијски развијена личност или калокагатија, под којом се подразумевало спајање у једну личност лепо снажно тело и високи морал. Хармонијски развитак означава складан и равномеран развитак свих човекових психичких и физичких снага, његово усклађено духовно и телесно обликовање и оформљавање. То је, у ствари, тежња да се у човеку постигне складан спој лепоте и доброте помоћу телесног и духовног васпитања (филозофије, књижевности, музике, политике). Овакво васпитање било је доступно само слободним грађанима, али не и робовима. Дакле, реч калокагатија није означавала само идеал коме је требало тежити у васпитању, већ је то означавало и појам богатства. Тако реч калос више значи углађен него леп, а реч агатос добар грађанин, што је, разуме се, онима на власти одговарало да себе представе као добре грађане. За Грке, у било ком добу њихове историје, било је незамисливо да један човек стекне статус племића, а да при том није у себи остварио јединство духовних и телесних моћи, да је у складу са грчким схватањем калокагатије, хармонијског развијања целокупних људских склоности и способности, подједнако развио и душу и тело. Нико, дакле, није могао бити племић на основу свог порекла или иметка, већ само на основу онога што је сам својим напором и радом у складу са својим способностима постигао.

## Платон и калокагатија
Антички идеал-хармонијски савршено развијена личност постоји и у педагошким размишљањима Платона. У свом делу Држава, која је за педагошку науку од изузетног значаја, јер су у њој дате најзанимљивије мисли о васпитању у читавој античкој епохи, Платон истиче:
„Онога, дакле, ко најлепше уме да објасни музичко васпитање И гимнастику,… могли бисмо с пуним правом назвати музички и хармонијски савршено одгојеним човеком”.
Ово показује да Платон схвата савршено хармонијску личност као личност развијеног ума, тела и срца, односно јединство умног, телесног, естетског и моралног васпитања, са идејама лепог, правичног и доброг као основним врлинама и васпитним вредностима. 
Описујући атинско васпитање, које је за основу имало хармонијску личност, Платон у Пратогори каже:
Учитељи музике старају се да њихови млади ученици науче да се уздржавају и клоне од сваког рђавог поступка. Пошто их науче да свирају на лири, они са њима изучавају лирске песнике, компонују их музички и старају се да деци прикључе хармонију и ритам, да би деца навикла да буду мирна, кротка, да се потчињавају хармoнији и ритму, па према томе, да буду спремнија за разговор и акцију, јер људски живот у свим својим манифестацијама тражи хармонију и ритам

## Циљ
Циљ хеленског васпитања и културе био је синтеза лепоте и врлине, односно према коме је сваки слободан грађанин Атине требало да буде леп и племенит. Међутим, каснији атински период изменио је овај васпитни идеал, па је калокагатија означавала моралне норме без нарочитог наглашавања естетских вредности.